# Петров Юрій Анатолійович (хокеїст)
Юрій Анатолійович Петров (рос. Юрий Анатольевич Петров; 30 березня 1984, м. Тольятті, СРСР) — російський хокеїст, центральний нападник. Виступає за «Лада» (Тольятті) у Континентальній хокейній лізі. 
Вихованець хокейної школи «Лада» (Тольятті). Виступав за «Лада-2» (Тольятті), ЦСК ВВС (Самара), «Трактор» (Челябінськ), «Лада» (Тольятті), «Сибір» (Новосибірськ), «Локомотив» (Ярославль). 
У чемпіонатах КХЛ — 363 матчі (36+85), у плей-оф — 33 матчі (2+7).
Досягнення
- Учасник матчу усіх зірок КХЛ (2015).